# Поље Чепић
Поље Чепић је насељено место у саставу општине Кршан у Истарској жупанији, Хрватска. До територијалне реорганизације у Хрватској налазило се у саставу старе општине Лабин.

## Становништво
На попису становништва 2011. године, Поље Чепић је имало 148 становника.

## Попис1991.
На попису становништва 1991. године, насељено место Поље Чепић је имало 257 становника, следећег националног састава:
| Попис 1991.‍  | Попис 1991.‍  | Попис 1991.‍ | Попис 1991.‍ | Попис 1991.‍ |
| ------------ | ------------ | ----------- | ----------- | ----------- |
|              |              |             |             |             |
| Хрвати       | Хрвати       |             | 153         | 59,53%      |
| Муслимани    | Муслимани    |             | 29          | 11,28%      |
| Југословени  | Југословени  |             | 5           | 1,94%       |
| Словенци     | Словенци     |             | 5           | 1,94%       |
| Италијани    | Италијани    |             | 2           | 0,77%       |
| Македонци    | Македонци    |             | 1           | 0,38%       |
| Срби         | Срби         |             | 1           | 0,38%       |
| неопредељени | неопредељени |             | 4           | 1,55%       |
| регион. опр. | регион. опр. |             | 55          | 21,40%      |
| непознато    | непознато    |             | 2           | 0,77%       |
| укупно: 257  |              |             |             |             |